# إكسرخسية ربنة
إكسرخسية ربنة (باللاتينية Exarchatus Ravennatis) أو إكسرخسية إيطاليا كانت مركز السلطة البيزنطية في إيطاليا في الفترة من نهاية القرن السادس حتى سنة 751 حين قتل اللومبارديون آخر إكسرخس (الحاكم البيزنطي) .